# Cornelis Gerardus ’t Hooft
Cornelis Gerardus ’t Hooft (* 30. Juni 1866 in Dordrecht; † 7. Januar 1936 in Amsterdam) war ein niederländischer Maler, Zeichner, Lithograph und Kunsthistoriker.

## Leben
Cornelis Gerardus ’t Hooft war der Sohn von Cornelis Gerardus ’t Hooft (* 30. April 1829) und dessen Ehefrau Jacoba Agnieta Lotsij (* 20. Mai 1844). Er ging bei George Breitner und Jan Veth in die Lehre. Er malte Genrebilder, Landschaften, Stillleben, Seestücke und Stadtansichten. ’t Hooft war Mitglied des Künstlervereins Arti et Amicitiae und Kurator des 1863 gegründeten Museum Fodor in der Amsterdamer Keizersgracht.
Am 4. Februar 1909 heiratete er Pauline Ernestine Spakler, Tochter des Amsterdamer Zuckerfabrikanten Willem Spakler (1839–1932). Die Textilkünstlerin Ernee ’t Hooft (1911–2004) war eine Tochter des Paares.

## Veröffentlichungen (Auswahl)

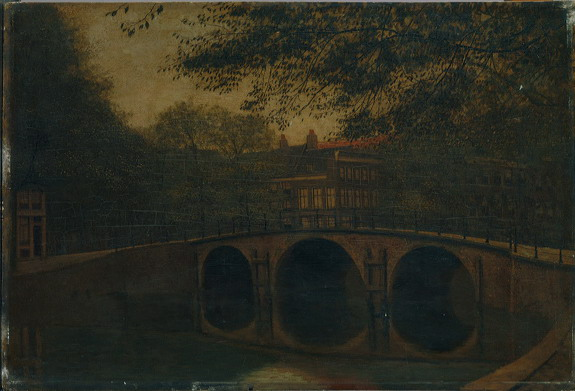
Amsterdam: Die Keizersgracht am Quergraben Reguliersgracht (Amsterdam Museum, 1898)

- De Schilderijen-Verzameling in het museum Fodor. Amsterdam 1901.
- Vereeniging tot Bevordering van Beeldende Kunsten. 1910 (Volltext [Wikisource]).
- Amsterdamsche stadsgezichten van Jan van der Heyden. ten Brink & de Vries, Amsterdam 1912 (Deutsch: Amsterdamer Stadtansichten von Jan van der Heyden).
- Het ontstaan van Amsterdam. Van Kampen, Amsterdam 1920 (Deutsch: Die Entstehung von Amsterdam).
- Gijsbrecht’s Amstelstad. Van Kampen, Amsterdam 1927.